# Yves Congar
Yves Marie Joseph Congar, född 8 april 1904 i Sedan, Frankrike, död 22 juni 1995 i Paris, var en fransk romersk-katolsk präst, dominikan, teolog, kardinal.
Congar var en av huvudrepresentanterna för den franska romersk-katolska "inkarnationsteologin" som understryker kyrkans uppgift att som Kristi kropp solidarisera sig med människorna och på olika plan bearbeta det moderna samhällets problem. Teologin, känd inte minst genom de därav inspirerade arbetarprästerna, har fått ekumeniska konsekvenser.
I denna position har Congar också utövat ett stort inflytande på den Romersk-katolska kyrkan under och efter Andra Vatikankonciliet och den nya värderingen av lekmännens roll i kyrkan. 
Vid 90 års ålder, 1994, upphöjdes Congar av påve Johannes Paulus II till kardinaldiakon med San Sebastiano al Palatino som titeldiakonia.